# Thomas N'Kono
Thomas N'Kono   (Dizangué, 20 de juliol de 1956) va ser un destacat futbolista camerunès dels anys 70, 80 i 90 que jugava com a porter.

## Biografia
Tommy N'Kono va néixer a Dizangue (Camerun) el 20 de juliol de 1956. Es donà a conèixer internacionalment al Mundial de 1982, on esdevingué un dels porters més destacats, tot i disputar només tres partits. Posteriorment, disputà cinc partits al Mundial de 1990, on Camerun fou una de les sensacions. A més, fou el suplent de Joseph-Antoine Bell al Mundial de 1994, amb qui mantingué una forta rivalitat esportiva. Ha jugat amb la selecció de futbol del Camerun en 112 ocasions.
Pel que fa a clubs, s'inicià a l'Eclair de Douala i va ser traspassat més tard al Canon de Yaoundé del seu país. La seva gran actuació a la Copa del Món de 1982 li va permetre fer el salt a Europa i fitxar pel RCD Espanyol, en el qual jugà vuit temporades i on fou tot un símbol, arribant a ser el porter amb més minuts imbatut en partits de lliga (496) en la temporada 88-89. Posteriorment, fitxà pel Centre d'Esports Sabadell on romangué tres temporades i acabà la seva carrera fitxant pel Bolívar uruguaià on restà dos anys, retirant-se del futbol en actiu a l'edat de 39 anys.
En l'àmbit popular, fou una autèntica llegenda al seu país, juntament amb Roger Milla, durant els 80 i 90. Guanyà el premi al Futbolista africà de l'any atorgat per la revista France Football els anys 1979 i 1982. Actualment viu a Barcelona i des del 1999 és membre del cos tècnic del RCD Espanyol, en el qual participa com a entrenador de porters.

## Trajectòria esportiva
Com a futbolista
- Eclair de Douala: 1971-1972
- Canon Yaoundé: 1972-1982
- RCD Espanyol: 1982-1989
- CE Sabadell FC: 1989-1992
- Club Bolívar: 1993-1995

Com a entrenador

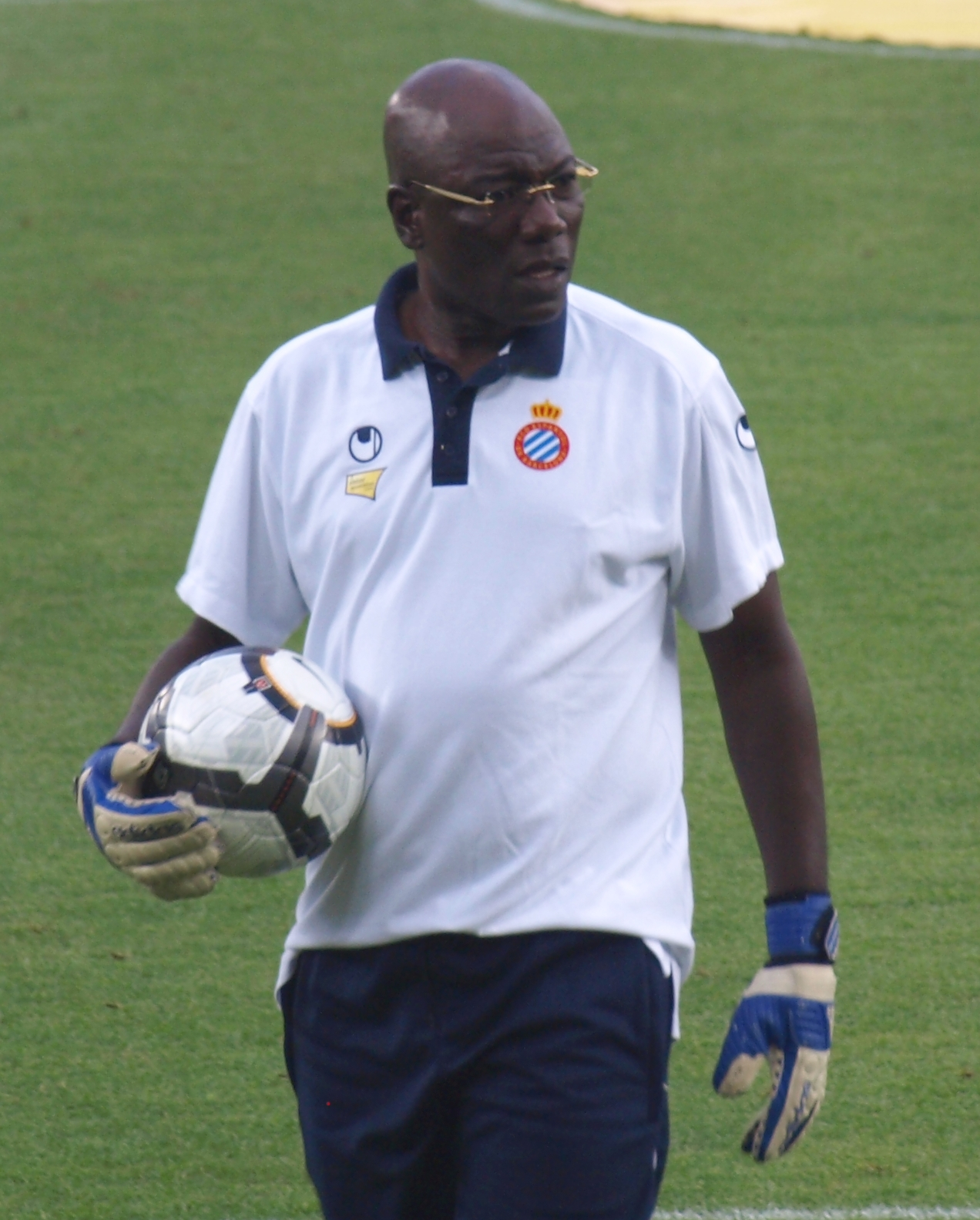
N'Kono entrenant a l'Espanyol

- Ajudant de la selecció del Camerun: 1998-2003
- RCD Espanyol (futbol base): 1999-2003
- RCD Espanyol (entrenador de porters): 2003-present